# 1359 Prieska
1359 Prieska (1935 OC) là một tiểu hành tinh vành đai chính được phát hiện ngày 22 tháng 7 năm 1935 bởi C. Jackson ở Johannesburg (UO).